# Liste der denkmalgeschützten Objekte in Schöder
Die Liste der denkmalgeschützten Objekte in Schöder enthält die 12 denkmalgeschützten, unbeweglichen Objekte der österreichischen Gemeinde Schöder im steirischen Bezirk Murau.

## Denkmäler
| Foto |                 | Denkmal                                                                                 | Standort                            | Beschreibung | Metadaten |
| ---- | --------------- | --------------------------------------------------------------------------------------- | ----------------------------------- | --- | --- |
| ja   | Datei hochladen | Kath. Filialkirche hl. Nikolaus mit ehem. Kirchhof HERIS-ID: 95936 Objekt-ID: 111320    | Baierdorf Standort KG: Baierdorf    | Die Filialkirche hl. Nikolaus ist ein romanischer Bau, urkundlich erstmals 1234 erwähnt, und teilweise noch von einer Kirchhofmauer umgeben. Das längsrechteckige Schiff hat eine barocke Flachdecke. Der spitzbogige Fronbogen ist gotisch eingeschnürt. Der Chor stammt ebenfalls aus der Gotik, ist rechteckig, eingezogen und niedriger und wird von einem Kreuzgratgewölbe abgeschlossen. Die Fenster sind allesamt barockisiert. Die hölzerne Westempore stammt ebenfalls aus dem Barock. Die Sakristei nördlich des Chors ist tonnengewölbt und hat eine eisenbeschlagene Türe. Der Dachreiter am Ostende des Langhauses hat eine barocke Zwiebel. Der Hochaltar stammt von Balthasar Prandtstätter etwa um 1726. Der Tabernakel ist mit 1625 datiert. Die Seitenaltäre aus etwa der Mitte des 17. Jahrhunderts zeigen die hl. Anna und die hl. Klara. Die Kanzel stammt aus dem 2. Viertel des 18. Jahrhunderts, an ihrer Rückwand ein Bild des Guten Hirten. Einige barocke Skulpturen und Bilder aus dem 18. Jahrhundert, sowie einfache barocke Kirchenbänke. Die Glocke stammt von Martin Pucher aus dem Jahre 1795. | BDA-Hist.: Q37767089 Status: § 2a Stand der BDA-Liste: 2025-06-30 Name: Kath. Filialkirche hl. Nikolaus mit ehem. Kirchhof GstNr.: .4, 29 Baierdorf St. Nikolaus, Filialkirche |
| ja   | Datei hochladen | Wehranlage Baierdorf HERIS-ID: 11108 Objekt-ID: 7180                                    | Baierdorf 1 Standort KG: Baierdorf  | Die Wehranlage Baiersdorf ist eine Talburg. Sie ist von Ringmauer und Wallgraben umgeben, in der südwestlichen Ecke steht das ehemalige Pflegerhaus, in der Mitte ein gut erhaltener mächtiger sechsgeschoßiger Wehrturm. Die Anlage ist seit dem 9. Jahrhundert im Besitz des Erzbistums Salzburg, 1292 wurde sie teilweise zerstört. Der Wehrturm stammt aus dem 13. Jahrhundert und trägt ein Keildach. An seiner Südwand gibt es ein riesiges Christophorusfresko, das um 1505–1510 vom Meister der Fresken im Chor der Pfarrkirche von Schöder gemalt wurde. Außerdem Wappen von Leonhard von Keutschach und Kaiser Maximilian I. | BDA-Hist.: Q38089705 Status: Bescheid Stand der BDA-Liste: 2025-06-30 Name: Wehranlage Baierdorf GstNr.: .1, 26, 27 Wehranlage Baierdorf                                       |
| ja   | Datei hochladen | Kalvarienbergkapelle HERIS-ID: 95637 Objekt-ID: 111001                                  | Schöder Standort KG: Schöder        | Die Kalvarienbergkapelle nördlich des Ortes wurde 1649 gebaut. Die Kreuzigungsgruppe mit Christus und den beiden Schächer entstand am Anfang des 16. Jahrhunderts. | BDA-Hist.: Q37766670 Status: § 2a Stand der BDA-Liste: 2025-06-30 Name: Kalvarienbergkapelle GstNr.: .161 Kalvarienbergkapelle Schöder                                         |
| ja   | Datei hochladen | Karner hl. Anna HERIS-ID: 95619 Objekt-ID: 110983                                       | Schöder Standort KG: Schöder        | Reste eines gotischen Karners im Kirchhof von Mariä Geburt. | BDA-Hist.: Q37766584 Status: § 2a Stand der BDA-Liste: 2025-06-30 Name: Karner hl. Anna GstNr.: 137/1 Karner Schöder                                                           |
| ja   | Datei hochladen | Kath. Pfarrkirche Mariä Geburt mit ummauertem Kirchhof HERIS-ID: 51787 Objekt-ID: 57576 | Schöder Standort KG: Schöder        | → Hauptartikel : Pfarrkirche Schöder f1 | BDA-Hist.: Q38047698 Status: § 2a Stand der BDA-Liste: 2025-06-30 Name: Kath. Pfarrkirche Mariä Geburt mit ummauertem Kirchhof GstNr.: .12, 137/1 Mariä Geburt (Schöder)       |
| ja   | Datei hochladen | Pfarrhof mit Wirtschaftsgebäude HERIS-ID: 51786 Objekt-ID: 57575                        | Schöder 1 Standort KG: Schöder      | Der barocke Pfarrhof besitzt fünf Kreuzwegbilder von Johann Lederwasch aus dem Jahre 1794 sowie barocke Apostelbilder. | BDA-Hist.: Q38047685 Status: § 2a Stand der BDA-Liste: 2025-06-30 Name: Pfarrhof mit Wirtschaftsgebäude GstNr.: 170/1                                                          |
| ja   | Datei hochladen | Ehem. Mesnerhaus HERIS-ID: 95621 Objekt-ID: 110985                                      | Schöder 5 Standort KG: Schöder      | | BDA-Hist.: Q37766593 Status: § 2a Stand der BDA-Liste: 2025-06-30 Name: Ehem. Mesnerhaus GstNr.: .14/1, .14/2                                                                  |
| ja   | Datei hochladen | Ehem. Gerberei Winklhof (Duscherhaus) HERIS-ID: 95635 Objekt-ID: 110999seit 2016        | Schöder 11 Standort KG: Schöder     | Das Duscherhaus, eine ehemalige Gerberei, wurde um 1558 erbaut. Es hat ein Renaissanceportal und im Hauptgeschoß Doppelbogenfenster mit Rechteckrahmung. | BDA-Hist.: Q37766640 Status: Bescheid Stand der BDA-Liste: 2025-06-30 Name: Ehem. Gerberei Winklhof (Duscherhaus) GstNr.: 111/1 Duscherhaus Schöder                            |
| ja   | Datei hochladen | Wegkapelle hl. Johannes Nepomuk (Pestkapelle) HERIS-ID: 95642 Objekt-ID: 111006         | bei Schöder 12 Standort KG: Schöder | | BDA-Hist.: Q37766691 Status: § 2a Stand der BDA-Liste: 2025-06-30 Name: Wegkapelle hl. Johannes Nepomuk (Pestkapelle) GstNr.: 587/1                                            |
| ja   | Datei hochladen | Gotischer Bildstock, Färberkreuz HERIS-ID: 95638 Objekt-ID: 111002seit 2017             | bei Schöder 25 Standort KG: Schöder | | BDA-Hist.: Q37766679 Status: Bescheid Stand der BDA-Liste: 2025-06-30 Name: Gotischer Bildstock, Färberkreuz GstNr.: 154                                                       |
| ja   | Datei hochladen | Bauernhaus Hofmoar HERIS-ID: 95693 Objekt-ID: 111057seit 2014                           | Schöder 26 Standort KG: Schöder     | Das Bauernhaus wurde 1445 erstmals urkundlich erwähnt. Bemerkenswert sind das ostseitige Pultdach mit Stützen, die steingerahmten Fenster mit abgefasten Kanten und Schmiedeeisengitter aus dem 16. Jahrhundert, sowie eine getäfelte Stube. | BDA-Hist.: Q37766755 Status: Bescheid Stand der BDA-Liste: 2025-06-30 Name: Bauernhaus Hofmoar GstNr.: .94 Bauernhaus Hofmoar, Schöder                                         |
| ja   | Datei hochladen | Hofkapelle HERIS-ID: 95708 Objekt-ID: 111072seit 2014                                   | bei Schöder 26 Standort KG: Schöder | | BDA-Hist.: Q37766792 Status: Bescheid Stand der BDA-Liste: 2025-06-30 Name: Hofkapelle GstNr.: 122/1 Hofkapelle Bauernhaus Hofmoar, Schöder                                    |